# 黒見哲夫
黒見 哲夫（くろみ てつお、1932年（昭和7年）3月22日 - 2017年（平成29年）5月19日）は、日本の政治家。鳥取県境港市長。

## 経歴
鳥取県西伯郡境町（現境港市）出身。父は印刷業黒見宗次。4歳の時母はるえが病死。
1947年鳥取県立境中学校中退。境町役場勤務。1970年境港市役所財政課長。1980年同総務部長。1983年同民生部長。1986年同助役。
1989年12月境港市長就任。体調を崩して療養が必要な状況となり、2004年6月5日に辞職届けを提出した。
2017年5月19日朝、境港市内の病院で亡くなった。

## 家族・親族

### 黒見家
（鳥取県西伯郡境町（現境港市）・境港市財ノ木町）
矢倉節子によれば「この家の男性二人は在京時代印刷の技を身に付け、帰境後印刷業を始めた。本町印刷所という印刷所で『境実業新報』という月刊新聞も発行していた。境町の政治・財界の情報を辛辣な文章で掲載していて、少女期の私の大好きな読み物の一つだった。印刷業が軌道に乗った頃、宗次小父さんは結婚した。宗次この人が市長哲夫氏の実父である。」という。
- 妻[1]
- 長男[1]
- 二男[1]

### 親戚
- おじ・黒見屯[5]（印刷業、政治家・境町会議員）